# Saint-James
Saint-James är en kommun i departementet Manche i regionen Normandie i norra Frankrike. Kommunen ligger i kantonen Saint-James som tillhör arrondissementet Avranches. År 2022 hade Saint-James 4 966 invånare.

## Befolkningsutveckling
Antalet invånare i kommunen Saint-James
| Referens: INSEE |